# Zidarowo
Zidarowo (bułg. Зидарово) – wieś w Bułgarii, w obwodzie Burgas, w gminie Sozopol. W 2023 roku liczyła 1190 mieszkańców.